# Islam i Indien
Islam räknas som den näst största religionen i Indien efter hinduism och enligt folkräkningen 2001 är 13,4 procent av landets invånare muslimer. Religionen kom till norra delen av subkontinenten i samband med de muslimska invasionerna av regionen, varav den första påbörjades redan tio år efter Muhammeds död år 632, samt (framförallt i södra Indien) i samband med den arabiska handeln under 600-talet och 700-talet. 

## Befolkning
Omkring 47 procent av alla muslimer i Indien, enligt folkräkningen från 2001, bodde i tre delstater – Uttar Pradesh (30,7 miljoner, 18,5 %), Västbengalen (20,2 miljoner, 25%) och Bihar (13,7 miljoner, 16,5 %). Muslimerna var i majoritet i Lakshadweep (93 % år 2001) och i Jammu och Kashmir (67 % år 2001). Hög andel muslimer finns också i de östra delstaterna Assam (31 %) och Västbengalen (25 %) samt i de södra delstaterna Kerala (24,7 %) och Andhra Pradesh (14 %). 

### Befolkningsökningen
Den muslimska befolkningsgruppen har en betydligt högre befolkningstillväxt än andra religiösa grupper i landet.

## Islam i Indien under äldre tider

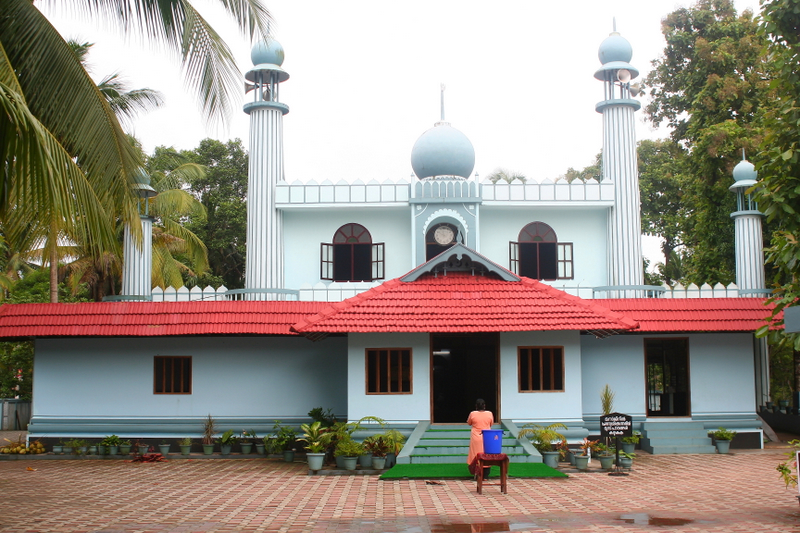
Cheraman Perumal Juma Masjid i Malabarkusten, förmodligen den första moskén i Indien.

Handelsrelationer har förekommit mellan den indiska subkontinenten och den arabiska regionen sedan antik tid. Även före den islamska eran brukade arabiska köpmän besöka Malabar-regionen, vilket fungerade som en länk till Sydostasien.

## Inriktningar inom islam i Indien

### Sufism
Sufierna har spelat en stor roll för spridningen av islam i Indien. 

### Dawoodi Bohra
Dawoodi Bohra Ismaili är en shiamuslimsk trosinriktning som härrör från Jemen.

### Ahmadiyya
I Indien räknar regeringen Ahmadis till den muslimska gruppen, vilket stöds av ett rättsutslag (Shihabuddin Koya vs. Ahammed Koya, A.I.R. 1971 Ker 206).. Den ahmadiyyanska gruppen är tämligen stor. De flesta av ahmadiyyanerna bor i Rajasthan, Orissa, Haryana, Bihar, Delhi, Uttar Pradesh. Det finns också en grupp i Punjab, i området kring Qadian.